# 東北魂TV
『東北魂TV』（とうほくだましいティーヴィー）は、BSフジで2011年10月16日から2021年3月21日まで放送されていた、スタジオコントを中心としたバラエティ番組。2015年10月11日からは、毎週日曜日 23:00 - 23:30（JST）に放送されている。

## 概要
東日本大震災以降、「東北魂」の名のもとチャリティライブなどの被災地支援活動を行なっているサンドウィッチマンら東北出身のお笑い芸人たちが中心となって、「笑いで日本を元気にする!!」を合言葉にユニットコントを繰り広げる。
一社提供番組。1stシーズンはオカモト。2ndシーズン、3rdシーズンは永谷園。提供クレジットでは出演者たちが提供読みを行なう。また、2ndシーズンからスポンサーに関連したミニコーナーが実施された。ちなみにレギュラーキャストの狩野においては、放送作家をしている実弟が同番組の構成を担当しており、兄弟での番組参加となる。
番組の歴史
- 2012年4月8日（#15）から2ndシーズンに突入。東北魂TVメンバー（レギュラー陣）に、新春SPにゲスト出演した鳥居みゆきと初回からレギュラー出演しているトミドコロが新たに加わり6人体制となった。放送時間帯も1時間繰り上がりゴールデンタイム・プライムタイムになった。
- 2012年8月10日、「お台場合衆国 2012」内で行なわれたイベント「BSフジ夏祭りinお台場合衆国〜ガチャピン&ムックも毎日駆けつけちゃうよ〜」にて『東北魂TV スペシャルライブinお台場合衆国』のタイトルで東北魂TVメンバーによる生ライブが披露された[2]。
- 2012年12月2日（#30）より3rdシーズン開始。
- 2013年4月7日（#41）より4thシーズン開始。番組開始から約1年半を経て、5分番組から25分番組に放送枠が拡大された[3]。
- 2013年4月13日、「東北魂TV 復興支援スペシャルLIVE 2013 in 宮城」を名取市文化会館にて開催。
- 2013年夏、「お台場合衆国 2013」に「みちのく合衆国」とコラボした番組ブースを出展[4] 。8月1日に「東北魂TVスペシャルLIVE in お台場マイナビステージ」を開催。

番組内容
- 第1〜3シーズンまでは、1本のコントをおもに2回にわたって放送。放送枠が拡大した第4シーズンからは、1回の中でコント数本を放送。
- 番組冒頭、番組タイトルの前に応援メッセージがテロップで流される。1st・2ndシーズン 「日本をナメるな! 東北をナメるな! 俺達は強い!! 大丈夫!!」[5]。3rdシーズン以降 「笑いで 日本を応援!!」
- 1stシーズンのコントは全て1日で撮影された[6]。

## 出演者
東北魂TVメンバー
- サンドウィッチマン（伊達みきお、富澤たけし） - ともに宮城県出身。メインキャスト。
- マギー審司 - 宮城県出身。
- 狩野英孝 - 宮城県出身。[7]
- 鳥居みゆき - 秋田県出身。2ndシーズンから参加。以前特番にも出演。

おもなゲスト
- 片岡明日香 - コント「里帰り」シリーズのアスカ役で出演。
- ウド鈴木（2012・2013・2014新春SP） - 山形県出身
- アルコ&ピース（SP LIVE,#45,2014新春SPほか） - 平子が福島県出身。
- トミドコロ

ゲストの詳細は、放送リストを参照

## 放送時間
1stシーズン（2011年10月6日 - 2012年4月1日）
- 毎週日曜日 23:55 - 翌0:00

2ndシーズン（2012年4月8日 - 9月30日）
- 毎週日曜日 22:55 - 23:00 / 新作コント（2,3回分）→再放送→新作の順で放送

3rdシーズン（2012年12月2日 - 2013年3月31日）
- 毎週日曜日 22:55 - 23:00

4thシーズン（2013年4月7日 - 2014年9月28日）
- 毎週日曜日 23:30 - 23:55 / 隔週新作

5thシーズン（2014年10月1日 - 2015年9月9日）
- 毎週水曜日 23:00 - 23:25

6thシーズン（2015年10月11日 - 2021年3月21日）
- 毎週日曜日 23:00 - 23:30

## コーナー・企画

### コントシリーズ
- 里帰り

- 富澤たけしwithマギー

- 商売繁盛

仙台四郎のパロディーコント。仙台五郎（富澤）と六郎（狩野）が古めかしい店を訪れ、店主（伊達）から近日閉店を決意しているという事情を聞き「これを見れば～、商売繁盛!!」の前フリとともにショートコントをする。その直後、ご利益として大物が来店する、テレビ局や雑誌の取材が来るなどの幸運に恵まれる。店主が閉店の撤回を決意し、五郎と六郎にお礼を言おうとした時には既に2人の姿はなく、五郎と六郎を象った置物が残されたところでコントは終了。
- 闇金マギジマくん

闇金ウシジマくんのパロディーコント。
- お客様の中に

- 伊達先生（美術）

- トミックスオンザビーチ

セックス・オン・ザ・シティーのパロディーコント。
- モノマネ芸人発掘

富澤演じるディレクター有川が様々な芸人に自身のものまねをする若手芸人(大抵は伊達が演じているが全く似ていない)を紹介する。
- ヨーヘイ23歳無職彼女あり

- 東北ハイスクール

- 漫才コンビハイキングデッド

### シリーズ企画
- 東北居酒屋

東北にゆかりのある人物をゲストに招いて居酒屋のセットでトークする。コント「商売繁盛」の発展形で、伊達が店主をつとめる潰れそうな居酒屋で仙台五郎（富澤）と六郎（狩野）がショートコントをすると、とんでもない大物がお客さんとしてやってくるという設定。
- 宮城仙台 牛タンマン

狩野英孝の単独ロケ企画。狩野が仮面ライダー風の変身ヒーロー“牛タンマン”に扮して、仙台名物「牛タン」を広めるために活動する。
- 突撃! 東北晩ごはん

マギー審司の単独ロケ企画。東北の味を東京の人に広めるため、番組が用意した東北食材で晩ごはんを作ってご馳走してくれる家を探す。
- 東北方言メシ

トミドコロの単独ロケ企画。方言メシ（地方独特の呼び名がついた食べ物）を探す。ルールは、(1)岩手県・宮城県・福島県の方言メシを探す (2)地元住民の家で食べる (3)探し方は聞き込みのみ (4)方言メシしか食べることができない (5)食べるまで終わらない
- 東北職業体験記

鳥居みゆきの単独ロケ企画。鳥居がいつでも芸人を辞められるように様々な職場で実際に働き、その職業のスキルを学ぶ。

### ミニコーナー
- 味ひとすじ 永谷園魂

2ndシーズンからのスポンサー・永谷園にちなみ、自社製品の有名な「お茶づけ海苔」のCMをネタにした大喜利スタイルのミニコーナー。毎回出演者1人が商品を食べた後、お題に沿って何か一言を言ってオチをつける。お題は、2nd・3rdシーズンが「カッコよく『おいしい』を表現してください」。4thシーズンは「オシャレに『おいしい』を表現してください」（#41-53）。「うまいなぞかけで『うまい』を表現してください」（#54- ）。

## 特別番組
『東北魂TV 新春コントSP・第1夜/ 第2夜』
- 放送日時：2012年1月2日・3日 23:00 - 23:55
- 番組内容：2夜連続の年始特番。過去のコントのディレクターズカット版、スペシャルゲストを迎えた新作コント、レギュラー陣のかくし芸を披露。番組タイトルは1月2日が『〜第1夜』、1月3日が『〜第2夜』。

『東北魂TV特別篇! 宮城の元気お届けSP』
- 日時：2012年3月11日 12:00 - 12:55
- 出演：サンドウィッチマン、マギー審司、狩野英孝
- 内容：東日本大震災から丸1年の日に被災地・宮城県を訪れた“東北魂TV”メンバーが、故郷の元気をアピールする旅バラエティ。ロケ当日に30歳の誕生日を迎えた狩野が進行を買って出て「30歳の誕生にしたい10のこと」を掲げ、一同でラーメン・つけめん・牛タンなど宮城のグルメを食したり、日本三景・松島や温泉を巡り観光情報を紹介。このほか、撮影日未明に婚姻届を提出した狩野が、母親に電話で感謝を伝える企画も行なわれた。さらに、当日深夜の『東北魂TV』では｢東北魂TV特別編! 宮城の元気お届けSP番外編」と題して狩野の婚姻届提出の模様を放送した。
- スタッフ：NA：榎並大二郎、AP：市川悟、ディレクター：内原弘二、以下レギュラー放送と同じ（構成、プロデューサー、演出）
- ネット局：仙台放送（OX）2012年4月29日 25:10-26:05、岩手めんこいテレビ（mit）2012年7月20日 25:05-26:05

『東北魂TV特別篇! 岩手の元気お届けSP』
- 日時：2012年8月11日 16:00 - 16:55
- 出演：サンドウィッチマン、マギー審司、狩野英孝 / 声の出演：鳥居みゆき、トミドコロ
- 内容：“東北魂TV”メンバーが被災地を訪れて全国へ元気をアピールする特別編の第2弾。今回は岩手県。前回同様、狩野が進行役となり「岩手でしたい10のこと」を掲げて各所を回り観光情報を紹介していく。後半では狩野によるドッキリ企画を実施、前日に結婚記念日を迎えた伊達に妻への感謝の言葉を言わせる。また、番組ナレーションを鳥居とトミドコロが担当、掛け合いを演じる。
- スタッフ：構成：酒井義文、藤原ちぼり、ディレクター：内原弘二、以下レギュラー放送と同じ（プロデューサー、演出）
- ネット局：岩手めんこいテレビ 2012年8月18日 14:00-15:00、仙台放送 2012年8月18日 26:05-27:00(日)25:25-26:20

『東北魂TV特別編! 福島の元気お届けSP』
- 日時：2012年8月11日 16:00 - 16:55
- 出演：サンドウィッチマン、マギー審司、狩野英孝 / 名和田知加（福島テレビアナウンサー） / 声の出演：鳥居みゆき、トミドコロ
- 内容：特別編第3弾。過去2回が大好評につき、今回福島の人達からオファーを受けてロケが実現。放送日に誕生日を迎えるマギーを祝して、狩野の提案で「狩野英孝がマギーさんの誕生日にやりたい10のことin福島」を実行していく。ゲスト出演として鶴ヶ城の天守閣に昇る企画で、福島テレビ・名和田アナがジャージ姿で一同を案内した。恒例のどっきり企画では、狩野がマギーに「家族からのメッセージを届けたい」と称して伊達の妻が書いた手紙を読み上げた。
- スタッフ：企画・構成：谷口大二、構成：酒井義文、藤原ちぼり、狩野孝彦、ディレクター：橋波大志、境清吾、以下レギュラー放送と同じ（プロデューサー、演出）
- ネット局：福島テレビ 2012年11月17日 13:00-13:55、仙台放送 2012年12月28日 15:55-16:50、岩手めんこいテレビ 2013年1月20日

『東北魂TV 2013新春コントSP 第1夜/ 第2夜』
- 日時：2013年1月2日・3日 23:00 - 23:55
- 出演：サンドウィッチマン、マギー審司、狩野英孝 / ゲスト：ウド鈴木、片岡明日香
- 内容：昨年に続いての2夜連続・年始特番。2ndシーズンのコントのほか、新作コントや大喜利を披露。
- ネット局：第1夜：仙台放送 2013年1月4日 15:30-16:25、福島テレビ 1月4日 2:40-3:35、岩手めんこいテレビ 1月5日 1:25-2:25 / 第2夜：仙台放送 1月4日 16:30-17:25、福島テレビ 1月5日 2:25-3:20、岩手めんこいテレビ 1月7日 1:20-2:15

『プラチナ5 東北魂TV mini』
- 日時：2013年4月16日 23:55 - 24:00 / リピート放送：4月17日・21日・23日・24日・28日
- 出演：サンドウィッチマン、マギー審司、狩野英孝、鳥居みゆき、トミドコロ
- 内容：ミニ告知番組番組『プラチナ5』を東北魂TVメンバーがジャック。『東北魂TV』のエンドトーク同様、白ホリゾントのスタジオにメンバーが横並びに座った状態で、狩野の進行のもと「ジャン・ジャック・ジュスタフレ・グランド・オーケストラ日本公演」、DVD「トップ・ギア ボンドカー・スペシャル」を紹介。最後に『東北魂TV』の宣伝も行った。2013年5月28日には『プラチナ5 東北魂TV mini2』が放送された（リピートあり）。

『東北魂TV 復興支援スペシャルLIVE 2013 in 宮城』
- 日時：2013年5月11日 27:00 - 28:55
- 出演：サンドウィッチマン、マギー審司、狩野英孝、鳥居みゆき、トミドコロ / ゲスト：磁石、アルコ&ピース、U字工事 / ナレーション：渡辺和洋
- 内容：東北魂TVメンバーが先月に宮城県名取市で行ったライブイベント「東北魂TV 復興支援スペシャルLIVE 2013 in 宮城」の模様を放送。演目は8組の単独ステージとスペシャルコント3本、スペシャルゲストトーク。このほか、番組冒頭に出演者一同がライブ当日の朝に震災で大きな被害を受けた閖上地区を訪れた様子や、エンディングでライブを終えた各出演者へのインタビューが放送された。
- ネット局：岩手めんこいテレビ 2013年8月5日 0:30-2:25、仙台放送 9月22日 1:50-3:45

『プラチナ5 合衆国魂』
- 日時：初回放送 2013年7月14日〜8月27日 / リピート放送あり
- 出演：第1回：サンドウィッチマン、マギー審司、狩野英孝 / 第2,3回：鳥居みゆき、佐野瑞樹 / 第4,5回：東北魂TVメンバー
- 内容：『プラチナ5』で東北魂TVメンバーが「お台場合衆国」の魅力を紹介する。第1回は「みちのく合衆国」ブースの紹介を行った。

『東北魂TV 2014新春コントSP 第1夜/ 第2夜』
- 日時：2014年1月2日・3日 22:30 - 23:25
- 出演：サンドウィッチマン、マギー審司、狩野英孝、鳥居みゆき、トミドコロ / ゲスト：ウド鈴木、遠野なぎこ、片岡明日香、アルコ&ピース
- 内容：3年目となる2夜連続・年始特番。人気コント「里帰り」の完結編ほか新作コントやゲーム企画「新春カルタ大会」を放送。
- ネット局：第1夜：福島テレビ 2014年1月3日 1:50-2:45、仙台放送 1月4日 3:38-4:33、岩手めんこいテレビ 1月5日 1:30-2:30 / 第2夜：福島テレビ 1月4日 1:40-2:35、仙台放送 1月6日 2:10-3:05、岩手めんこいテレビ 1月6日 2:00-3:00

『東北魂TV 復興支援スペシャルLIVE 2014 in お台場』
- 日時：2014年8月17日 13:00 - 15:00
- 出演：サンドウィッチマン、マギー審司、狩野英孝、鳥居みゆき、トミドコロ / ゲスト：磁石、U字工事、どぶろっく、流れ星、東京ダイナマイト
- 内容：東北魂TVメンバーが先月にダイバーシティ東京で行ったライブイベント「東北魂TV 復興応援スペシャルLIVE 2016 in 福島」の模様を放送。演目は14組の単独ステージとスペシャルコント4本。

『東北魂TV 復興支援スペシャルLIVE 2015 in お台場』
- 日時：2015年8月2日 13:00 - 14:55
- 出演：サンドウィッチマン、マギー審司、狩野英孝、鳥居みゆき、トミドコロ / ゲスト：あばれる君、磁石、流れ星、じゅんいちダビッドソン、ロケット団、U字工事、東京ダイナマイト
- 内容：東北魂TVメンバーが先月にダイバーシティ東京で行ったライブイベント「東北魂TV 復興応援スペシャルLIVE 2016 in 福島」の模様を放送。演目は14組の単独ステージとスペシャルコント4本。

『東北魂TV 2016新春コントSP』
- 日時：2016年1月1日 22:00 - 23:55
- 出演：サンドウィッチマン、マギー審司、狩野英孝、鳥居みゆき、トミドコロ / ゲスト：ウド鈴木、スピードワゴン、アンガールズ
- 内容：2016年元日コント2時間スペシャルを放送。

『東北魂TV 復興応援スペシャルLIVE 2016 in 福島』
- 日時：2016年5月1日 14:00 - 15:55
- 出演：サンドウィッチマン、マギー審司、狩野英孝、鳥居みゆき、トミドコロ / ゲスト：アルコ&ピース、カラフルトランプ、ゴー☆ジャス、磁石、永野、Hi-Hi、母心、ハマカーン、ロケット団 / ナレーション：トミドコロ
- 内容：東北魂TVメンバーが先月に福島県福島市で行ったライブイベント「東北魂TV 復興応援スペシャルLIVE 2016 in 福島」の模様を放送。演目は14組の単独ステージとスペシャルコント4本。

『東北魂TV 2017新春! 復興応援旅SP in 熊本!!』
- 日時：2017年1月4日 22:00 - 23:55
- 出演：サンドウィッチマン、マギー審司、狩野英孝、鳥居みゆき、トミドコロ / ゲスト：もっこすファイヤー
- 内容：2017年年始特別番組。熊本県で「スター狩野英孝が確認したい9のこと」を実践する復興応援旅スペシャルを放送。

『東北魂TV 2017師走の元気旅SP in くりこま高原』
- 日時：2017年12月26日 23:00 - 24:00
- 出演：サンドウィッチマン、マギー審司、狩野英孝、鳥居みゆき、トミドコロ
- 内容：2017年年末特別番組。狩野の出身地である宮城県栗原市で「伊達みきおと行く カロリーゼロのダイエットツアー」と称した旅スペシャルを放送。

『東北魂TV 特別編 サンドウィッチマン結成20周年! 初めてのロンドンありがとう旅』
- 日時：2018年3月11日 21:00 - 22:55
- 出演：サンドウィッチマン、マギー審司、狩野英孝、鳥居みゆき、トミドコロ
- 内容：サンドウィッチマンがコンビ結成20周年を迎え、自身初となる海外での単独ライブの模様及びイングランド・ロンドンを満喫する全編ロケ構成の特別編。
- ネット局：フジテレビ（地上波） 2018年4月25日 1:25 - 3:25、さくらんぼテレビ 5月5日 13:00 - 15:00

## 放送リスト
※は非コント企画

## ネット局・配信
| 放送対象地域 | 放送局             | 放送期間                                                                  | 放送日時                                                 | 備考     |
| ------------ | ------------------ | ------------------------------------------------------------------------- | -------------------------------------------------------- | -------- |
| 全国         | BSフジ             | 2011年10月16日 - 2012年4月1日 2012年4月8日 - 2013年3月31日 2013年4月7日 - | 日曜 23:55 - 24:00 日曜 22:55 - 23:00 日曜 23:30 - 23:55 | 制作局   |
| 岩手県       | 岩手めんこいテレビ | 2013年7月14日 - 2019年11月13日、2020年1月8日 - 2021年5月9日               | 日曜 17:00 - 17:30                                       | 49日遅れ |

| 配信元        | 更新日時        | 配信期間  | 備考                 |
| ------------- | --------------- | --------- | -------------------- |
| FOD見逃し無料 | 日曜 23:30 更新 | 7日       | 最新回限定で無料配信 |
| TVer          | 日曜 23:30 更新 | 7日       | 最新回限定で無料配信 |
| FODプレミアム | 過去4年分       | 過去4年分 | 2022年10月配信終了   |

## イベント
- 「東北魂TV 復興支援スペシャルLIVE 2013 in 宮城」
  - 日時：2013年4月13日(土) 昼夜2公演 / 会場：名取市文化会館 大ホール / 主催：BSフジ、仙台放送
  - 出演：サンドウィッチマン、マギー審司、狩野英孝、鳥居みゆき、トミドコロ / ゲスト：磁石、アルコ&ピース、U字工事
  - このイベントの模様は特別番組『東北魂TV 復興支援スペシャルLIVE in宮城』（5月11日O.A）で放送された。

## DVD
| タイトル                       | 発売日        | 収録内容 |
| ------------------------------ | ------------- | --- |
| 東北魂TV -THE TOHOKU SPIRIT-   | 2012年3月7日  | 1stシーズンのコントのディレクターズ・カット版に未公開コント「ペットショップ」、トークを加えた作品集。70分。                     |
| 東北魂TV 2 -THE TOHOKU SPIRIT- | 2012年12月5日 | 2ndシーズンと新春SPのコントに特典映像「新春かくし芸大会」「狩野台本 読み合わせ」未公開コント「就職面接」を加えた作品集。123分。 |

- 発売元：BSフジ、ポニーキャニオン
- DVDの売上の一部は一般社団法人東北魂の義援金口座へ送り、東北復興のために役立てられる[9]。